# Григорий (Живкович)
Митрополи́т Григо́рий (в миру Никола Григориев Живкович; 25 ноября (6 декабря) 1839, село Меминска, Бановина, Хорватия, Австро-Венгрия — 24 апреля (7 мая) 1909, село Меминска, Бановина, Хорватия, Австро-Венгрия) — епископ Карловацкой митрополии, митрополит Зворникско-Тузланский.

## Биография
Рожился 25 ноября 1839 года в селе Меминска, близ Костайницы в семье священника и Богослова Григория и его жены Елицы.
Окончил начальную школу в селе Дубица, гимназии в селе Петриня и Загребе, а затем Духовную семинарию в Сремских Карловцах.
До рукоположения преподавал в селе Црквени-Бок.
8 сентября 1861 года митрополитом Петром (Йовановичем) рукоположён в сан диакона, а 26 октября того же года тем же митрополитом — во иерея и поставлен капелланом в церкви в честь Сошествия Святого Духа в селе Дубица, где служил его отец, затем в церкви в честь Преображения Господня в селе Црквени-Бок.
В 1863 году поставлен катахетом в Раковце близ Карловаца.
Сдал экзамены в Вене на преподавателя сербского и немецкого языков. В 1863 году назначен законоучителем в школе селе Раковац близ города Карловац. 30 лет преподавал в гимназии. Написал учебники для сербских школ по истории Церкви и литургике.
Был членом епархиальной консистории Горно-Карловацкой епархии и ближайшим помощником епископов Лукиана (Николаевича) и Феофана (Живковича). Епископом Феофаном был возведён в сан протопресвитера.
В 1893 году вышел на пенсию. На Феодорову субботу того же года пострижен в монашество с именем Григорий и назначен игуменом монастыре Гомирье.
С 1 января 1897 году вошел в состав консистории Сараевской митрополии и был возведён в сан архимандрита.
27 июля 1897 года хиротонисан во епископа Зворникско-Тузланского.
Особое внимание уделял повышению уровня образования духовенства, религиозно-нравственному воспитанию молодёжи, объединению сербов в Боснии и Герцеговине, строительству новых церквей и приходских домов.
В 1905 году активно содействовал принятию нового устава церковного и образовательного управления.
Скончался 24 апреля 1909 года в селе село Меминска. Похоронен на кладбище Дубовац в Карловаце.

## Сочинения
- Историjа Хришћанске Цркве. Загреб, 1882, 1893
- Литургика или наука о богослужењу Свете правосл. Цркве. Загреб, 1885, 1892.